# Philippus von Gortyna
Philippus von Gortyna († um 180) war Bischof von  Gortyna auf Kreta.
Über Philippus ist wenig bekannt. Er wird bei Eusebius von Caesarea erwähnt und soll eine Streitschrift gegen die Anhänger Markions verfasst haben. Sein Tod wird in die Zeit des Kaisers Commodus datiert.
Philippus wird als Heiliger verehrt. Sein Gedenktag ist der 11. April.